# Inna Stepánova
Inna Yákovlevna Stepánova (en ruso: Инна Яковлевна Степанова; Ulán-Udé, URSS, 17 de abril de 1990) es una deportista rusa que compite en tiro con arco, en la modalidad de arco recurvo.
Participó en dos Juegos Olímpicos de Verano, obteniendo una medalla de plata en Río de Janeiro 2016, en la prueba por equipo (junto con Tuyana Dashidorzhiyeva y Xeniya Perova), y el cuarto lugar en Londres 2012, en la misma prueba.
Ganó una medalla de oro en el Campeonato Mundial de Tiro con Arco al Aire Libre de 2015, tres medallas en el Campeonato Europeo de Tiro con Arco al Aire Libre, en los años 2010 y 2018, y cuatro medallas en el Campeonato Europeo de Tiro con Arco en Sala entre los años 2013 y 2022.

## Palmarés internacional
| Juegos Olímpicos                 | Juegos Olímpicos        | Juegos Olímpicos  | Juegos Olímpicos |
| Año                              | Lugar                   | Medalla           | Prueba           |
| -------------------------------- | ----------------------- | ----------------- | ---------------- |
| 2016                             | Río de Janeiro (Brasil) | Medalla de oro    | Equipo           |
| Campeonato Mundial al Aire Libre |                         |                   |                  |
| Año                              | Lugar                   | Medalla           | Prueba           |
| 2015                             | Copenhague (Dinamarca)  | Medalla de oro    | Equipo           |
| Campeonato Europeo al Aire Libre |                         |                   |                  |
| Año                              | Lugar                   | Medalla           | Prueba           |
| 2010                             | Rovereto (Italia)       | Medalla de oro    | Equipo           |
| 2010                             | Rovereto (Italia)       | Medalla de plata  | Individual       |
| 2018                             | Legnica (Polonia)       | Medalla de bronce | Equipo mixto     |
| Campeonato Europeo en Sala       |                         |                   |                  |
| Año                              | Lugar                   | Medalla           | Prueba           |
| 2013                             | Rzeszów (Polonia)       | Medalla de bronce | Equipo           |
| 2019                             | Samsun (Turquía)        | Medalla de oro    | Equipo           |
| 2019                             | Samsun (Turquía)        | Medalla de bronce | Individual       |
| 2022                             | Laško (Eslovenia)       | Medalla de bronce | Equipo           |